# Živa (ossa)
Živa (Eslovènia, 1989/90 - Pirineus centrals, 2008/2009) va ser una ossa eslovena introduïda per França al municipi de Mèles, a la regió històrica del Comenge, Alta Garona, el 19 de maig de 1996. Es tracta del primer alliberament d'ossos a la serralada des que es va iniciar el programa Life de la Unió Europea de reforç poblacional per tractar de recuperar l'espècie. Živa és considerada una de les mares genitores de la població actual als Pirineus en ser la transmissora d'un dels tres llinatges matrilineals dels quals descendeixen tots els ossos avui dia existents.

## Context
L'os bru als Pirineus es trobava al llindar de l'extinció local a la serralada a finals del segle xx, quan només quedaven 4 o 5 exemplars autòctons, degut a la persecució directa per l'home a que es veié sotmesa aquesta població. A partir de mitjans dels anys 90 s'emprengueren diverses mesures per revertir aquesta situació, guanyant molt protagonisme el reforç poblacional mitjançant la translocació d’individus reproductius originaris d’Eslovènia, on resideix una població viable de la mateixa subespècie europea. Entre el 1996 i el 2018 es van translocar 11 exemplars des d'aquest país balcànic (10 a França i 1 Catalunya)
Des de l'inici del programa es van registrar naixements d'ossos als Pirineus i a l'últim cens oficial, divulgat el 2019, s'informaren 52 exemplars vius, entre cadells, sub-adults i ossos adults. Tot i això, la població d'ossos bruns a la serralada continua estant catalogada en perill crític en l'última revisió de la llista vermella de la Unió Internacional per a la Conservació de la Natura (UICN), del 2018.
El reforçament de la població de l'ós bru als Pirineus es va iniciar l'any 1996 amb una subvenció del programa Life de la Unió Europea de conservació i protecció d'espècies. Tot i les protestes aquell any, França va alliberar a Melles (Alta Garona) dos exemplars: les osses Živa i Melba, i el 1997, un mascle, en Pyros, tots procedents d'Eslovènia. L'origen va ser seleccionat atenent estudis que demostren que els ossos balcànics, del sud d'Escandinàvia, i els del sud i sud-oest d'Europa pertanyen a una única línia genètica, que s'explica pel fet que es va produir un refugi durant l'última glaciació al sud d'Europa. Translocar ossos del Cantàbric, encara més propers genèticament que els balcànics, no era una opció sobre la taula donada la complicada situació en què aleshores també es trobava aquesta altra població ibèrica, catalogada en perill d'extinció.

### Resistències a la reintroducció
La reintroducció de l'os als Pirineus suscita des de l'inici de la seva implantació importants adhesions i oposicions en el conjunt de la societat, amb partidaris i detractors que s'articulen en diversos grups d'influència. La principal resistència es deu al fet que un cop alliberats al nou medi pirinenc, els animals translocats i els seus descendents, així com succeïa amb els anteriors ossos autòctons, poden atacar de forma oportunista a la ramaderia i l'apicultura.
Les resistències de la població han estat molt fortes pel paper important que jugava el caràcter mític de l'ós i la por atàvica que la seva presència despertava. La Generalitat de Catalunya pretenia fer de l'ós una marca de qualitat turística, però l'any 1994, amb la notícia del pla d'alliberament, els municipis de les valls d'Àneu es van oposar a la presència de l'ós.
La campanya opositora va aconseguir que el 1995 es retardés l'alliberament previst i el març de l'any següent es decidia no fer la reintroducció a Catalunya. Tot i això el departament d'Agricultura, Ramaderia i Pesca (DARP) de la Generalitat de Catalunya i el Ministeri de Medi Ambient de França van firmar un conveni de col·laboració per garantir la coordinació del seguiment i control dels ossos alliberats a França, per la possibilitat que passessin la frontera. L'abril de 1996 els ramaders i caçadors del Pallars Sobirà i la Vall d'Aran es van manifestar contra l'alliberament dels ossos que es dugué a terme a França al mes següent.

## Biografia
Živa va néixer probablement el 1989 o el 1990 a Eslovènia i va viure una vintena d'anys, dels quals, més de la meitat als Pirineus. Igual que Melba i Pyros, va ser capturada a la reserva de caça de Medved. El seu nom, (pronunciat Giva, en eslovè), significa «viva» i li fou donat pels tècnics que la capturaren en homenatge al programa europeu Life que financià l'operació.
Quan Živa va ser alliberada en un bosc de l'Alta Garona, el maig del 1996, tenia uns sis anys i pesava 104 kg. Aleshores els tècnics no ho sabien, però l'ossa ja es trobava en estat i aquell hivern donà a llum en el seu nou cau a dos cadells, Kouki i Nere.
Posteriorment les anàlisis genètiques van demostrar que Kouki era fill de Pyros, mentre Nere ho era d'un altre pare eslovè. Així, es demostrava la paternitat compartida (òvuls fecundats per diversos pares) en l'espècie. De retruc, com que aquests ossalls van néixer abans que Pyros fos translocat als Pirineus, a l'estiu del 1997, es demostrava que Pyros i Živa ja s'havien aparellat anteriorment a Eslovènia.
Živa va ser vista per última vegada el 2009, quan se la dona per morta.

## Genealogia
Živa és una de les tres mares genitores dels ossos actuals dels Pirineus. En ser la mare de Nere, Živa és l'àvia paterna de Canelito, nascut al 2004 al Bearn i últim portador de l'estirp pirenaica (per part de mare).
|                   |                   |                   |                   |                   |                   |  |  |              |              |              |              | Živa (1989–2009) |              |  |  |                   |                   |                   |                   |                   |                   |
|                   |                   |                   |                   |                   |                   |  |  |              |              |              |              |                  |              |  |  |                   |                   |                   |                   |                   |                   |
|                   |                   |                   |                   |                   |                   |  |  |              |              |              |              |                  |              |  |  |                   |                   |                   |                   |                   |                   |
| Cannelle (?–2004) | Cannelle (?–2004) | Cannelle (?–2004) | Cannelle (?–2004) | Cannelle (?–2004) | Cannelle (?–2004) |  |  | Nere (1997–) | Nere (1997–) | Nere (1997–) | Nere (1997–) | Nere (1997–)     | Nere (1997–) |  |  | Kouki (1997–2001) | Kouki (1997–2001) | Kouki (1997–2001) | Kouki (1997–2001) | Kouki (1997–2001) | Kouki (1997–2001) |
| Cannelle (?–2004) | Cannelle (?–2004) | Cannelle (?–2004) | Cannelle (?–2004) | Cannelle (?–2004) | Cannelle (?–2004) |  |  | Nere (1997–) | Nere (1997–) | Nere (1997–) | Nere (1997–) | Nere (1997–)     | Nere (1997–) |  |  | Kouki (1997–2001) | Kouki (1997–2001) | Kouki (1997–2001) | Kouki (1997–2001) | Kouki (1997–2001) | Kouki (1997–2001) |
|                   |                   |                   |                   |                   |                   |  |  |              |              |              |              |                  |              |  |  |                   |                   |                   |                   |                   |                   |
|                   |                   |                   |                   | Canelito (2004–)  |                   |  |  |              |              |              |              |                  |              |  |  |                   |                   |                   |                   |                   |                   |